# Bijwerking
Bijwerkingen zijn ongewenste of onbedoelde effecten die optreden bij een medische behandeling. De bijwerkingen van een geneesmiddel behoren duidelijk vermeld te staan in de bijsluiter die bij een geneesmiddel wordt verstrekt. In Nederland wordt een registratie bijgehouden van bijwerkingen die optreden bij gebruik van geneesmiddelen. In veel landen wordt zo'n zelfde registratie bijgehouden, zodat een zeer zeldzame bijwerking toch kan worden opgemerkt. Daarvoor is een degelijke medicatiebewaking van levensbelang.
Iatrogene schade als gevolg van bijwerkingen van geneesmiddelen en medische behandelingen komt relatief veel voor en is een belangrijke doodsoorzaak. Met name het gebruik van meerdere geneesmiddelen tegelijkertijd kan extra risico's opleveren doordat sommige geneesmiddelen gevaarlijke interacties met andere genees-, genot- en voedingsmiddelen kunnen vertonen.
Bij het gebruik van sommige medicijnen moet regelmatig onderzoek worden gedaan om ernstige schade te voorkomen, zoals in het geval van middelen die agranulocytose kunnen veroorzaken.
Soms wordt een bijwerking later juist uitgebuit. Zo werd bijvoorbeeld een medicijn tegen hoge bloeddruk dat ongewenste haargroei bleek te veroorzaken, later vooral verkocht als middel tegen kaalheid. Nog een voorbeeld: sildenafil (merknaam: Viagra) was in eerste instantie een antihypertensivum en wordt nu voorgeschreven voor potentieverhoging.
Vaak lopen werking en bijwerking in elkaar over. Twee voorbeelden. Een middel tegen acne kan de vette huid bestrijden, maar als bijwerking een overmatig droge huid veroorzaken. Een middel tegen hoge bloeddruk (hypertensie) kan de bloeddruk zodanig verlagen dat men zich bij snel opstaan wat duizelig voelt. Zulke bijwerkingen zijn vaak tegen te gaan – na gesprek met de behandelend arts kan soms een lagere dosis worden gebruikt. Er zijn ook bijwerkingen die niets met de werking te maken hebben; deze bijwerkingen worden vaak het hinderlijkst gevonden.
Het verdient aanbeveling bij bijwerkingen altijd een arts of apotheker te bezoeken; sommige bijwerkingen zijn eenvoudig te verhelpen of te omzeilen.